# Liste des compositions de Thelonious Monk
Cette page liste l'ensemble des compositions du pianiste et compositeur de jazz américain Thelonious Monk.

## À propos des compositions

### Généralités
Thelonious Monk a beaucoup composé, et nombre de ses compositions sont devenues des standards de jazz : 'Round Midnight, Straight, No Chaser, Blue Monk, Well You Needn't, etc.
Quand il travaillait sur un nouveau morceau, Monk avait l'habitude de le jouer en boucle pendant des heures, cherchant à s'assurer que le résultat était parfait (Schumann et Stravinsky faisaient la même chose),. Une fois fixées, ses compositions ne changent que très rarement, le tempo restant par exemple quasiment toujours le même au fil des années.
Les compositions de Monk sont uniques et singulières, elles utilisent des formes d'accords et des progressions harmoniques éloignés des canons habituels. Pourtant, elles possèdent une logique interne forte, souvent articulée autour d'idées simples déclinées de manières différentes et inventives. Dans une liste de conseils que Monk a donnés à Steve Lacy, il explique que « l'intérieur (inside, le pont) d'un morceau est la partie qui fait sonner l'extérieur (outside) ».
À cause de cette complexité, de nombreux morceaux sont mal transcrits dans les différentes éditions du Real Book, et sont par conséquent souvent joués avec les « mauvais accords ». Par exemple, la partie B de Well You Needn't commence sur un Ré bémol 9e ; Miles Davis a popularisé l'usage du Sol 7e, et c'est avec ce Sol erroné que ce morceau figure dans la plupart des Real Book.
La légende raconte qu'alors que Monk écrivait des partitions, il ne les montrait jamais aux musiciens, se contenant de les jouer inlassablement au tempo devant eux. Il n'indiquait pas quoi jouer, mais quoi ne pas jouer.
Il faut également noter que Monk était un arrangeur subtil, jouant sur « des changements inattendus de timbres et de combinaisons » permettant à l'auditeur de toujours entendre quelque chose de nouveau, comme des contre-chants discrets mais toujours élégants. Il pouvait également distribuer une même mélodie successivement à plusieurs instruments

### Titres
Les titres des morceaux de Thelonious Monk sont souvent choisis après les enregistrements, donnant lieu a des séances de casse-tête collectifs. Ainsi le titre de Let's call this provient de la perplexité de Monk, qui après avoir enregistré le titre répète machinalement : « Let's call this…, let's call this… » (« Appelons-le…, appelons-le… »). Think of One (« Cherches-en un ») est appelé ainsi par l'expression de la lassitude de Thelonious Monk, fatigué de réfléchir à un titre. Humph évoque le grommellement poussé par Monk lorsqu'on lui demanda un titre.
D'autres titres font référence à des personnes (Pannonica, en hommage à Pannonica de Koenigswarter ; ou Boo Boo's Birthday, d'après le surnom de sa fille, Boo Boo ; Teo en hommage à Teo Macero) ou à des lieux (Ba-Lue Bolivar Ba-Lues-Are, en référence au Gran Hotel Bolivar, où a logé Pannonica de Koenigswarter).
D'après Max Roach, Monk écrivait des paroles sur ses compositions, qui sont aujourd'hui perdues. Roach se souvient seulement de celles du début de Monk's Mood : « Why do you evade facts ? » (« Pourquoi refuses-tu la réalité ? »).

## Liste des compositions
| Titre                                      | Premier enregistrement | Albums(s) | Notes |
| ------------------------------------------ | ---------------------- | --- | --- |
| 52nd Street Theme                          |                        | | Ce morceau, écrit en avril 1944, a eu été déposé par Monk sous le titre Nameless (« sans nom »). Monk l'a également appelé Bip Bop, déclarant que le nom du bebop vient de ce morceau. Bien que Monk ne l'ait jamais enregistré, c'est un standard du bebop , joué notamment par Charlie Parker ou Bud Powell dans les clubs de la 52e rue de Manhattan. Il a été enregistré la première fois par Dizzy Gillespie le 22 février 1946. |
| A Merrier Christmas                        |                        | | Ce morceau, composé avec des paroles lors des vacances de Noël 1959, était prévu pour faire partie des sessions d'Underground, mais n'a jamais été enregistré à cause des problèmes de santé de Monk. |
| Ask Me Now                                 | 1951, 23 juillet       | - 1952 : Genius of Modern Music: Volume 2 - 1959 : 5 by Monk by 5 (en) - 1965 : Solo Monk | Cette ballade tourne autour de ré bémol majeur. La partition n'affiche pourtant aucune clé, la grille explorant de nombreuses autres tonalités,. |
| Ba-Lue Bolivar Ba-Lues-Are (Bolivar Blues) | 1956, 9 octobre        | - 1957 : Brilliant Corners - 1959 : Les Liaisons dangereuses 1960 (sorti en 2017) - 1962 : Monk's Dream | Le titre fait référence au Gran Hotel Bolivar à Manhattan, dans lequel vivait alors Pannonica de Koenigswarter. |
| Bemsha Swing                               | 1952, 18 décembre      | - 1954 : Thelonious Monk Trio - 1957 : Brilliant Corners - 1963 : Thelonious Monk in Italy (en) | Bemsha Swing, composé avec le batteur Denzil Best, permet d'entendre un exemple d'accord lydien typique de Monk et du bebop, le ré bémol final, dans une composition pourtant en do majeur. |
| Blue Hawk                                  | 1959, 22 octobre       | - 1959 : Thelonious Alone in San Francisco | Ce blues, dont le titre fait référence à Coleman Hawkins et au club Black Hawk à San Francisco, n'a été enregistré qu'une fois. |
| Blue Monk                                  | 1954, 22 septembre     | - 1954 : Thelonious Monk Trio - 1957 : Art Blakey's Jazz Messengers with Thelonious Monk (en), Art Blakey - 1958 : Thelonious in Action - 1959 : Thelonious Alone in San Francisco - 1964 : Miles and Monk at Newport - 1968 : Monk's Blues (en)                                                    | La mélodie de ce morceau, en partie emprunté à Pastel Blue de Charlie Shavers, est construite sur une cellule de 4 notes qui montent par chromatisme, suivies par un « turn » descendant. On peut y déceler l'influence de Jelly Roll Morton. C'est l'une des compositions que Monk a le plus enregistrée, et l'une de ses préférées. |
| Blue Sphere                                | 1971, 15 novembre      | - 1972 : Something In Blue | Le morceau, hommage à Jelly Roll Morton et aux pianistes de stride, n'a été enregistré qu'une seule fois, lors de la dernière session de Monk en tant que leader. |
| Blues Five Spot                            | 1958, 9 juillet        | - 1958 : Misterioso - 1958 : Thelonious in Action - 1962 : Monk's Dream | Le titre fait référence au Five Spot Café, où Monk jouait quand il a enregistré ce morceau. |
| Boo Boo's Birthday                         | 1967, 21 décembre      | - 1968 : Underground | Le titre est un hommage à la fille de Monk, dont le surnom était Boo Boo. Le morceau, avec un pont de cinq mesures conduisant à une fin abrupte du thème, est compliqué, Monk lui-même se perd dans la structure sur son unique enregistrement. |
| Brake's Sake                               | 1955, 15 octobre       | - 1955 : Nica's Tempo (en), Gigi Gryce - 1964 : It's Monk's Time | Brake's Sake est un exemple de la façon dont Monk utilise une ligne mélodique secondaire, ici une basse ascendante chromatiquement, pour souligner la mélodie principale. |
| Bright Mississippi                         | 1961, 10 mai           | - 1961 : Monk In Bern, May 10, 1961 (sorti en 1990) - 1962 : Monk's Dream | Le morceau, écrit pendant la tournée européenne de 1961, est basé sur les accords de Sweet Georgia Brown. |
| Brilliant Corners                          | 1956, 15 octobre       | - 1957 : Brilliant Corners - 1968 : Monk's Blues (en) | Ce morceau de 22 mesures est construit sur une forme ABA irrégulière (8 mesures, 7 mesures, 7 mesures). Le thème est joué alternativement dans un tempo lent puis dans un tempo doublé, et les solos suivent cette forme. Le groupe rassemblé pour le premier enregistrement (Sonny Rollins, Ernie Henry, Oscar Pettiford, Max Roach) n'a jamais réussi à faire une prise complète de ce morceau. La version du disque est un montage issus des 25 prises incomplètes. |
| Bye-Ya                                     | 1952, 15 octobre       | - 1954 : Thelonious Monk Trio - 1962 : Monk's Dream | Avec Monk's Dream, il s'agit d'un exemple rare de rythme latin dans la musique de Monk. Bye-Ya oscille entre deux tonalités, La bémol et Mi bémol. Monk avait appelé ce morceau Playhouse, le producteur Bob Weinstock voulait appeler ce morceau Go, une traduction en espagnol donne Vaya, qui a donné Bye-Ya. |
| Coming on the Hudson                       | 1958, 25 février       | - 1958 : Thelonious in Action - 1963 : Criss Cross | Monk écrit ce morceau en 1958 dans la maison de Pannonica de Koenigswarter à Weehawken (New Jersey) donnant sur l'Hudson River. Il s'agit peut-être du morceau le plus étrange de Monk, construit sur une forme AAB de 19 mesures. |
| Crepuscule With Nellie                     | 1957, 26 juin          | - 1957 : Monk's Music - 1958 : Thelonious in Action - 1959 : The Thelonious Monk Orchestra at Town Hall - 1959 : Les Liaisons dangereuses 1960 (sorti en 2017) - 1963 : Criss Cross - 1963 : Thelonious Monk in Italy (en)                                                                          | Un morceau entièrement écrit, sans improvisation, composé par Monk pour sa femme. |
| Criss Cross                                | 1951, 23 juillet       | - 1952 : Genius of Modern Music: Volume 2 - 1963 : Criss Cross | Criss Cross, d'abord intitulé Sailor Cap, est une des premières compositions de Monk, écrite en 1944. C'est un des rares morceaux de Monk à avoir évolué : le pont, qui fait 8 mesures dans le premier enregistrement, est réduit à 6 mesures dans les versions plus tardives. |
| Epistrophy                                 | 1948, 2 juillet        | - 1952 : Genius of Modern Music: Volume 1 - 1957 : Monk's Music - 1958 : Thelonious in Action - 1960 : Thelonious Monk at the Blackhawk (en) - 1961 : Thelonious Monk with John Coltrane - 1963 : Thelonious Monk in Italy (en) - 1963 : Big Band and Quartet in Concert (en)                       | Epistrophy, une des plus anciennes compositions de Monk, est coécrit avec Kenny Clarke. Ce morceau a eu plusieurs noms : Fly Right ou Fly Rite pour Clarke, Iambic Pentameter (« Pentamètre iambique ») ou The Theme quand il était utilisé pour ouvrir et clore les sets au club Minton’s House. Cootie Williams l'a enregistré en premier le 1er avril 1942. C'est un morceau particulièrement difficile, avec des accords de dominante parallèles se déplaçant par demi-tons conjoints,. |
| Eronel                                     | 1951, 23 juillet       | - 1952 : Genius of Modern Music: Volume 2 - 1954 : Piano Solo (en) - 1963 : Criss Cross | La mélodie de la section A est en fait de Sadik Hakim (en) et Idrees Sulieman, même si Monk a fait quelques changements mélodiques et harmoniques et écrit la section B. Il a fallu attendre la mort de Monk pour que les coauteurs soient reconnus. |
| Evidence                                   | 1948, 2 juillet        | - 1952 : Wizard of the Vibes (en), Milt Jackson - 1954 : Piano Solo (en) - 1957 : Art Blakey's Jazz Messengers with Thelonious Monk (en), Art Blakey - 1958 : Misterioso - 1958 : Thelonious in Action - 1960 : Thelonious Monk at the Blackhawk (en) - 1963 : Big Band and Quartet in Concert (en) | Le morceau a connu plusieurs titres, notamment Justice et We Named it Justice. Il s'agit d'un jeu de mots avec Just You, Just Me, dont Evidence reprend la grille harmonique : Just You, Just Me (« Juste toi, juste moi ») devient Just Us (« Juste nous »), qui devient Justice (« Justice »), qui devient Evidence (« Preuve »). Pour Ethan Iverson, ce morceau est « la réduction à l'essentiel de l'abstraction minimaliste. Le style d'accompagnement de Monk transformé en morceau ». |
| Four in One                                | 1952, 23 juillet       | - 1952 : Genius of Modern Music: Volume 2 - 1960 : Thelonious Monk at the Blackhawk (en) - 1963 : Big Band and Quartet in Concert (en) | Ce morceau, dont le titre fait référence aux nombreuses doubles croches de la mélodie, utilise notamment la gamme par tons. |
| Friday the Thirteenth                      | 1953, 13 novembre      | - 1954 : Thelonious Monk and Sonny Rollins - 1959 : The Thelonious Monk Orchestra at Town Hall | Le titre de ce morceau, enregistré la première fois un vendredi 13, est une référence à la malchance qui a marqué cette session pour Thelonious Monk and Sonny Rollins : Monk et Rollins sont arrivés en studio avec plus d'une heure de retard suite l'accrochage de leur taxi avec l'arrière d'une moto, et Ray Copeland, fortement grippé, a du être remplacé à la dernière minute par Julius Watkins. Le morceau est construit sur une seule phrase qui tourne en boucle, hésitant entre majeur et mineur. |
| Functional                                 | 1957, 16 avril         | - 1957 : Thelonious Himself - 1961 : Thelonious Monk with John Coltrane | Il existe deux blues différents qui portent le même nom. Les deux morceaux ont été enregistrés le même jour, et jamais ensuite. |
| Gallop's Gallop                            | 1955, 15 octobre       | - 1955 : Nica's Tempo (en), Gigi Gryce | Ce morceau est enregistré pour la première fois dans une session avec Gigi Gryce en leader. |
| Green Chimneys                             | 1966, 14 novembre      | - 1967 : Straight, No Chaser - 1968 : Underground | Ce morceau, composé entre décembre 1965 et janvier 1966, porte le nom de l'école que fréquentait la fille de Monk. |
| Hackensack                                 | 1954, 11 mai           | - 1954 : Monk - 1954 : Piano Solo (en) - 1963 : Criss Cross - 1966 : Monk in France (en) | Ce morceau a été enregistré la première lors de la première session de Monk au studio de Rudy Van Gelder à Hackensack dans le New Jersey. Le morceau ressemble à un morceau de Coleman Hawkins, Rifftide, que Monk a probablement joué quand il faisait partie du groupe d'Hawkins, ainsi qu'à un arrangement de Lady Be Good de Mary Lou Williams. |
| Hornin' in                                 | 1952, 30 mai           | - 1952 : Genius of Modern Music: Volume 2 | Ce morceau n'a été enregistré qu'une fois par Monk. |
| Humph                                      | 1947, 15 octobre       | - 1952 : Genius of Modern Music: Volume 2 | Ce morceau est basé sur les accords d'I Got Rhythm, il débute sur un Fa dièse 7e et arrive en suivant le cycle des quintes en Si bémol à la 5e mesure. Monk utilisera régulièrement cette progression d'accords sur les « Rhythm changes ». Il n'a enregistré qu'une seule fois ce morceau. |
| I Mean You                                 | 1948, 2 juillet        | - 1952 : Genius of Modern Music: Volume 1 - 1957 : Art Blakey's Jazz Messengers with Thelonious Monk (en), Art Blakey - 1957 : Mulligan Meets Monk (en) - 1959 : 5 by Monk by 5 (en) - 1963 : Big Band and Quartet in Concert (en) - 1966 : Monk in France (en)                                     | Coleman Hawkins, qui a coécrit I Mean You, est le premier à enregistrer ce morceau en 1946, avec Hank Jones au piano. |
| In Walked Bud                              | 1947, 21 novembre      | - 1952 : Genius of Modern Music: Volume 2 - 1957 : Art Blakey's Jazz Messengers with Thelonious Monk (en), Art Blakey - 1958 : Misterioso - 1958 : Thelonious in Action - 1968 : Underground | Ce titre, basé sur les accords de Blue Skies, est un hommage à Bud Powell, ami de Monk,. Jon Hendricks y a jouté des paroles, que l'on peut entendre sur Underground. |
| Introspection                              | 1947, 24 octobre       | - 1952 : Genius of Modern Music: Volume 1 - 1965 : Solo Monk | |
| Jackie-Ing                                 | 1959, 4 juin           | - 1959 : 5 by Monk by 5 (en) - 1963 : Thelonious Monk in Italy (en) | Le titre est un hommage à la nièce de Monk, Jackie Smith. Le morceau est construit sur le mode lydien, basé sur une phrase de 16 mesures. Ce thème, au rythme de marche, a servi d'ouverture pour de nombreux concerts de Monk. |
| Let's Call This                            | 1953, 13 novembre      | - 1954 : Monk - 1960 : Thelonious Monk at the Blackhawk (en) | La grille harmonique ressemble à celle d'Honeysuckle Rose. |
| Let's Cool One                             | 1952, 30 mai           | - 1958 : Misterioso - 1968 : Monk's Blues (en) | Pour Ethan Iverson, ce morceau, avec sa mélodie résolument non syncopée, se moque de la vague du Cool jazz West Coast. |
| Light Blue                                 | 1958, 7 août           | - 1958 : Thelonious in Action - 1959 : Les Liaisons dangereuses 1960 (sorti en 2017) | Ce morceau a été composé en 1957. Sur l'album consacré à la musique enregistrée par Monk en 1959 pour Les Liaisons dangereuses 1960 figure une répétition de Light Blue. On peut y entendre Monk demander à son batteur Art Taylor de tenir un tempo à trois temps, alors que le morceau est à quatre temps. Cette superposition de métriques perturbe Taylor, qui n'arrive manifestement pas à s'y tenir, malgré l'insistance de Monk. |
| Little Rootie Tootie                       | 1952, 15 octobre       | - 1954 : Thelonious Monk Trio - 1959 : The Thelonious Monk Orchestra at Town Hall - 1968 : Monk's Blues (en) | Ce morceau, qui peut évoquer Duke Ellington, a été écrit entre 1943 et 1944 sous le titre de The Pump. Le titre définitif est un hommage au fils de Monk, T. S. Monk, alors âgé de deux ans. Il était surnommé « Toot » d'après Little Toot the Tugboat, un dessin animé Disney dont l'enfant sifflait la musique avant de savoir parler. Le solo de Monk sur Thelonious Monk Trio a été orchestré par Hall Overton sur The Thelonious Monk Orchestra at Town Hall. |
| Locomotive                                 | 1954, 11 mai           | - 1954 : Monk - 1967 : Straight, No Chaser | Ce morceau, basé sur une forme de 20 mesures, s'inscrit dans la tradition des morceaux évoquant le train, tels qu'en ont écrit Count Basie ou Duke Ellington. |
| Misterioso                                 | 1948, 2 juillet        | - 1952 : Genius of Modern Music: Volume 1 - 1958 : Misterioso | C'est un blues aux croches égales, jouant sur des intervalles de sixte parallèles. La version la plus connue est celle de Sonny Rollins sur Sonny Rollins, Vol. 2, avec Monk et Horace Silver au piano. |
| Monk's Dream                               | 1952, 15 octobre       | - 1954 : Thelonious Monk Trio - 1962 : Monk's Dream | Avec Bye-ya, il s'agit d'un exemple rare de rythme latin dans la musique de Monk. |
| Monk's Mood                                | 1947, 24 octobre       | - 1952 : Genius of Modern Music: Volume 2 - 1957 : Thelonious Himself - 1959 : The Thelonious Monk Orchestra at Town Hall | Écrit entre 1943 et 1944, ce morceau a eu de nombreux titres, dont Feeling That Way Now ou Be Merrier Sarah. |
| Monk's Point                               | 1964, 2 novembre       | - 1965 : Solo Monk - 1968 : Monk's Blues (en) | |
| North Of The Sunset                        | 1964, 31 octobre       | - 1965 : Solo Monk | Ce morceau n'a été enregistré qu'une seule fois par Monk. |
| Nutty                                      | 1954, 22 septembre     | - 1954 : Thelonious Monk and Sonny Rollins - 1958 : Misterioso - 1961 : Thelonious Monk with John Coltrane - 1964 : Miles and Monk at Newport | Le titre Nutty, dans les années 1940-1950, veut dire « excellent » ou « cool ». Le thème est joué sur une grille répandue à l'époque, le pont est une transposition du thème une quarte au-dessus. |
| Off Minor                                  | 1947, 24 octobre       | - 1952 : Genius of Modern Music: Volume 1 - 1954 : Piano Solo (en) - 1957 : Monk's Music - 1959 : The Thelonious Monk Orchestra at Town Hall - 1961 : Thelonious Monk with John Coltrane - 1966 : Monk in France (en)                                                                               | Le titre du morceau, qui s'est appelé précédemment What Now, fait probablement référence au fait qu'il est écrit en Sol mineur, mais ne se résout pas sur la tonique. Une partie de la section A est empruntée à Elmo Hope. Off Minor a d'abord été enregistré par Bud Powell le 10 janvier 1947. Le morceau a un peu évolué au cours du temps. La version de Powell est différente de celles de Monk, on peut supposer que Powell joue une version non définitive. |
| Oska T.                                    | 1947, 24 octobre       | - 1963 : Big Band and Quartet in Concert (en) | Le titre est une déformation de la prononciation anglaise d'« ask for tea » (« demande du thé »). Ce morceau n'a été enregistré qu'une fois, dans l'orchestration d'Hall Overton. Tournant de manière obsessionnelle autour d'un accord de La bémol majeur, il s'agit peut-être de la réponse de Monk au jazz modal. |
| Pannonica                                  | 1956, 9 octobre        | - 1957 : Brilliant Corners - 1959 : Thelonious Alone in San Francisco - 1959 : Les Liaisons dangereuses 1960 (sorti en 2017) - 1963 : Criss Cross - 1964 : Monk (en) | Ce morceau est dédié à Pannonica de Koenigswarter, grande amie de Monk. Sur la première version de ce morceau, Monk joue à la fois du piano et du célesta. |
| Played Twice                               | 1959, 1er juin         | - 1959 : 5 by Monk by 5 (en) - 1963 : Big Band and Quartet in Concert (en) | Le pont, sur un Fa 7e, est construit sur des phrases de cinq temps. |
| Raise Four                                 | 1968, 14 février       | - 1968 : Underground | Ce blues monkien est construit sur l'intervalle de quinte diminuée, typique du bebop. |
| Reflections                                | 1952, 18 décembre      | - 1954 : Thelonious Monk Trio - 1954 : Piano Solo (en) - 1959 : Thelonious Alone in San Francisco - 1968 : Monk's Blues (en) | Le titre a été donné par Ira Gitler, le producteur de la session pour Thelonious Monk Trio. Bien que simple en apparence, cette ballade comporte des progressions étranges typiques de Monk et de nombreuses « fausses résolutions ». |
| Rhythm-a-Ning                              | 1957, 15 mai           | - 1957 : Art Blakey's Jazz Messengers with Thelonious Monk (en), Art Blakey - 1957 : Mulligan Meets Monk (en) - 1958 : Thelonious in Action - 1959 : Les Liaisons dangereuses 1960 (sorti en 2017) - 1963 : Criss Cross - 1963 : Thelonious Monk in Italy (en)                                      | Rhythm-a-Ning s'inspire d'un riff de Mary Lou Williams, amie et mentore de Monk, qui se trouve dans son arrangement de Walking and Swinging (avec Andy Kirk, 1936). On peut également trouver une mélodie similaire dans Meet Dr. Christian de Charlie Christian. Le titre fait référence au morceau de Gershwin I Got Rhythm, dont Rhythm-a-ning emprunte les accords (connus sous le nom de « rhythm changes »). |
| Round Midnight                             | 1947, 21 novembre      | - 1952 : Genius of Modern Music: Volume 1 - 1954 : Piano Solo (en) - 1957 : Mulligan Meets Monk (en) - 1957 : Thelonious Himself - 1958 : Misterioso - 1960 : Thelonious Monk at the Blackhawk (en) - 1968 : Monk's Blues (en)                                                                      | Aussi connu sous le nom de 'Round About Midnight et Grand Finale, ce morceau est sans doute la composition la plus connue de Monk, c'est devenu le standard de jazz le plus enregistré. Le premier à l'enregistrer, le 22 août 1944, est Cootie Williams et son orchestre, poussé par son pianiste Bud Powell, grand ami de Monk. Williams est souvent crédité comme coauteur du morceau, de même que Bernie Hanighen qui a ajouté des paroles, mais en réalité Monk est le seul auteur de 'Round Midnight. En 1946, Gillespie ajoute une introduction au morceau, devenue si populaire que Monk l'a intégrée.                                                                                    |
| Round Lights                               | 1959, 21-22 octobre    | - 1959 : Thelonious Alone in San Francisco | |
| Ruby My Dear                               | 1947, 24 octobre       | - 1952 : Genius of Modern Music: Volume 1 - 1957 : Monk's Music - 1959 : Thelonious Alone in San Francisco - 1961 : Thelonious Monk with John Coltrane - 1965 : Solo Monk | Précédemment intitulé Manhattan Moods, le morceau a été renommé Ruby My Dear en hommage à Rubie Richardson, première petite amie de Monk, surtout parce que le titre colle bien avec la première phrase du morceau. Comme Bemsha Swing, Monk’s Mood et Pannonica, Ruby My Dear termine par un accord de Ré bémol lydien, particulièrement inattendu sur ce morceau. |
| San Francisco Holiday (Worry Later)        | 1960, 29 avril         | - 1960 : Thelonious Monk at the Blackhawk (en) - 1963 : Thelonious Monk in Italy (en) | Ce morceau a été composé pour le nouvel an 1959. D'abord intitulé Classified Information, il a été enregistré la première fois sous le titre Worry Later sur Thelonious Monk at the Blackhawk. Le titre final San Francisco Holiday apparaît sur Thelonious Monk in Italy, en référence au long séjour de Monk et sa famille à San Francisco. |
| Shuffle Boil                               | 1955, 15 octobre       | - 1955 : Nica's Tempo (en), Gigi Gryce - 1964 : It's Monk's Time | Le titre est une déformation de « shuffle ball », un mouvement de claquettes. Ce morceau est une des rares composition des années 1950 avec une ligne de basse écrite. |
| Sixteen                                    | 1952, 30 mai           | | Le morceau, de forme AABA, fait 16 mesures – d'où le titre. Enregistré lors des sessions de Genius of Modern Music: Volume 2, le morceau n'est publié qu'en 1989. |
| Skippy                                     | 1952, 30 mai           | - 1952 : Genius of Modern Music: Volume 2 | La légende dit que Skippy est tellement difficile à jouer que Monk ne l'a enregistré qu'une fois – on entend d'ailleurs Lucky Thompson grogner de frustration pendant son solo. Le morceau est construit sur le cycle des quintes, parfois avec les substitutions tritoniques, ce n'est qu'à la fin du morceau que la tonalité de La bémol majeur devient claire. Cette grille d'accords est la même que celle utilisée par Monk sur sa version de Tea for Two, que l'on peut entendre sur The Unique Thelonious Monk. |
| Straight, No Chaser                        | 1951, 23 juillet       | - 1952 : Genius of Modern Music: Volume 2 - 1957 : Mulligan Meets Monk (en) - 1959 : 5 by Monk by 5 (en) - 1963 : Thelonious Monk in Italy (en) - 1964 : Miles and Monk at Newport - 1967 : Straight, No Chaser - 1968 : Monk's Blues (en)                                                          | C'est le deuxième blues enregistré par Monk, après Misterioso. Devenu un standard de jazz, il a souvent été enregistré en Fa, à la suite de Miles Davis mais il s'agit bien, comme tous les blues de Monk, d'un Blues en Si bémol. Il est construit sur un motif principal qui évolue de façon toujours inattendue : d'abord cinq notes commençant juste avant le premier temps, puis sept notes commençant juste avant le quatrième temps, puis cinq notes et ainsi de suite. |
| Stuffy Turkey                              | 1964, 10 février       | - 1964 : It's Monk's Time | La section A de ce morceau, basée sur les « rhythm changes », est empruntée au Stuffy de Coleman Hawkins. |
| Teo                                        | 1964, 9 mars           | - 1964 : Monk (en) | Ce morceau, basé sur les accords de Topsy, est écrit en hommage au producteur de Columbia Teo Macero. |
| Thelonious                                 | 1947, 15 octobre       | - 1952 : Genius of Modern Music: Volume 1 - 1959 : The Thelonious Monk Orchestra at Town Hall - 1968 : Underground | La mélodie est construite sur un ostinato, la répétition obsessionnelle d'un Si bémol, joué sur une progression harmonique descendante. Pour Ethan Iverson, « la mélodie est africaine, l'accompagnement est un stride d'Harlem, la structure vient de l'abstraction européenne. » |
| Think of One                               | 1953, 13 novembre      | - 1954 : Monk - 1963 : Criss Cross | Ce morceau est enregistré lors de la session du vendredi 13 novembre 1953, qui a donné le morceau Friday the Thirteenth. Comme dans Thelonious, on y trouve un ostinato se concentrant sur quelques notes. |
| Trinkle, Tinkle                            | 1952, 18 décembre      | - 1954 : Thelonious Monk Trio - 1961 : Thelonious Monk with John Coltrane - 1968 : Monk's Blues (en) | Il existe deux versions de l'origine du nom de ce morceau : une première raconte que le producteur Ira Gitler a mal compris Monk quand il a dit le titre, comprenant « Trinkle, Tinkle, like a star » au lieu de « Twinkle, Twinkle, like a star ». Ce titre pourrait aussi être une déformation de « tickler » (« chatouilleur »), le surnom que se donnaient les pianistes de stride. Ce morceau est le seul de Monk où les sections A et B (sur une forme AABA) commencent sur le même accord. |
| Ugly Beauty                                | 1967, 14 décembre      | - 1968 : Underground | Le premier enregistrement de ce morceau a eu lieu à la télévision le 14 novembre 1967. L'enregistrement pour le disque a eu lieu un mois plus tard. Ce morceau est le seul du catalogue de Thelonious Monk à être en mesure à 3 temps. Il semblerait que ce soit Ben Riley, le batteur du groupe, qui ait eu l'idée de cette métrique. |
| We See                                     | 1954, 11 mai           | - 1954 : Monk - 1954 : Piano Solo (en) - 1967 : Straight, No Chaser - 1968 : Underground | Le morceau a été appelé par erreur Manganese quand Monk l'a joué en France en 1954, comme une sorte de jeu de mots sur « Monk at Ease » (« Monk au repos »). |
| Well You Needn't                           | 1947, 24 octobre       | - 1952 : Genius of Modern Music: Volume 1 - 1954 : Piano Solo (album de Thelonious Monk) (en) - 1957 : Monk's Music - 1959 : Les Liaisons dangereuses 1960 (sorti en 2017) - 1966 : Monk in France (en)                                                                                             | Monk avait l'intention de donner un titre à un morceau en hommage au chanteur Charles Beamon ; celui-ci lui a répondu « Well, you need not ». Il existe plusieurs versions de ce morceau : - Monk joue une pédale en Fa agrémenté d'une ligne chromatique sur la section A, et une partie B qui commence sur un Ré bémol,. Parfois, il lui arrive de jouer un Sol bémol dans le registre aigu lorsqu'il accompagne. - Sur la section A, Miles Davis a popularisé une grille qui alterne Fa et Sol bémol (parfois joué Fa - Sol bémol - Fa - Mi bémol, notamment par Wilbur Ware avec Monk). Miles utilise également un Sol sur la section B, et commence la mélodie du pont un demi-ton trop bas. |
| Who Knows?                                 | 1947, 21 novembre      | - 1952 : Genius of Modern Music: Volume 2 | |
| Work                                       | 1954, 22 septembre     | - 1954 : Thelonious Monk and Sonny Rollins | Monk n'a enregistré ce morceau qu'une seule fois. |